# Eparchia di Duhok

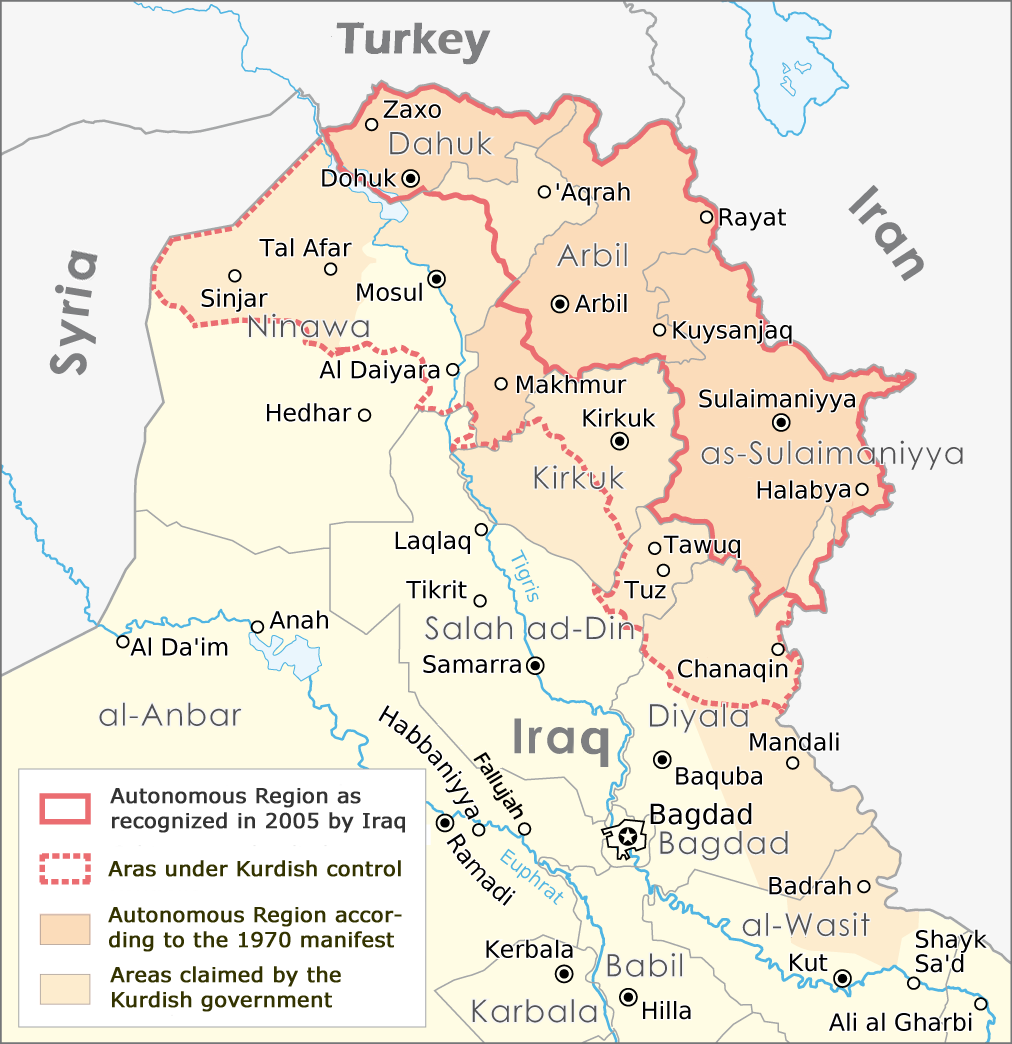
Mappa del Kurdistan iracheno, dove si trova l'eparchia di Duhok.

L'eparchia di Duhok (in latino Eparchia Duhocensis) è una sede della Chiesa cattolica caldea in Iraq suffraganea dell'arcieparchia di Baghdad dei Caldei. Nel 2022 contava 14.470 battezzati. È retta dall'eparca Azad Sabri Shaba.

## Territorio
L'eparchia comprende la città di Dihok, nel Kurdistan iracheno, e vari villaggi circostanti nelle valli dei fiumi Sapna e Gomel, tra i quali l'antica città di Amadiya, prima sede episcopale della regione.
Sede eparchiale è la città di Dihok, dove si trova la cattedrale di Mar Ith Alaha, martire del IV secolo.
Il territorio è suddiviso in 15 parrocchie.

## Storia
Ignota è l'origine della comunità nestoriana di Amadiya, di cui si conoscono vescovi dal 1630, epoca in cui la comunità era costituita da circa 4.200 famiglie. Nella lettera d'unione scritta nel 1669 a papa Clemente IX dal patriarca nestoriano Elia VIII, figura anche il nome del vescovo di Amadiya, Ebed-Jesu. Tuttavia l'unione definitiva con la Santa Sede avvenne solo alla fine del Settecento.
Primo vescovo noto è Hnan Jesu, nominato nel 1785 vescovo di Amadiya e Gazireh, che dette le dimissioni nel 1790 per mantenere la sola sede di Gazireh. La serie episcopale è ininterrotta fino ad oggi. Amadiya ha dato alla Chiesa cattolica caldea tre patriarchi: Yosep VI Audo, Audishu V Khayyat e Rafael I Bidawid.
Nel 1850 essa cedette porzioni di territorio a vantaggio dell'erezione delle eparchie di Aqra e di Zākhō.
Il 23 aprile 1895 l'eparchia fu unita a quella di Aqra in forza del breve Ex officio di papa Leone XIII, ma il 24 febbraio 1910, con il breve Quae ad spirituale di papa Pio X, le diocesi furono nuovamente separate.
Il 10 giugno 2013 il sinodo della Chiesa caldea ha stabilito l'unione dell'eparchia di Amadiya con quella di Zākhō, contestualmente la nuova circoscrizione ha assunto il nome di eparchia di Amadiya e Zākhō. Nell'agosto successivo il patriarca caldeo Louis Raphaël I Sako ha fatto visita alla diocesi e ai 40 villaggi cristiani che ne costituivano il territorio.
Il 27 giugno 2020 l'eparchia di Zākhō è tornata indipendente e contestualmente l'eparchia di Amadiya ha assunto il nome di eparchia di Duhok.

## Cronotassi dei vescovi
Si omettono i periodi di sede vacante non superiori ai 2 anni o non storicamente accertati.
- Hnan Jesu † (1785 - 1790 dimesso)
- Matteo Simon † (1791 - circa 1818 deceduto)
- Basilio Asmar † (1824 - 1828 nominato arcieparca di Diyarbakır)
- Yousef Audo † (1833 - 11 settembre 1848 confermato patriarca di Babilonia dei Caldei)
- Abdisho (Ebed Jesu) Thomas Dirsho, O.A.O.C. † (10 febbraio 1852 - 1859 deceduto)
- Giwargis Abdisho Khayyat † (28 ottobre 1860 - 1873 nominato amministratore apostolico di Amida)
- Matteo Paolo Chamminà, O.A.O.C. † (24 maggio 1874 - 1879 nominato eparca di Zākhō)
- Ciriaco Giorgio Koka o Goga † (1879 o 10 febbraio 1882 - 1892 dimesso)
- Giuseppe Elia Khayyat † (5 dicembre 1893 - 22 aprile 1895 nominato vicario patriarcale[6])
  - Sede unita ad Aqra (1895-1910)
- François David † (25 gennaio 1910 - 1º ottobre 1939 deceduto)
- Jean Kurio † (24 novembre 1941 - 24 aprile 1946 deceduto)
- Raphael Rabban † (22 febbraio 1947  - 28 giugno 1957 nominato arcieparca di Kirkuk)
- Raphaël Bidawid † (20 giugno 1957 - 2 marzo 1966 nominato eparca di Beirut)
- André Sana † (2 marzo 1966 - 17 novembre 1967 dimesso[7])
- Curiacos Moussess † (17 novembre 1967 - 16 aprile 1973 deceduto)
- Hanna Kello † (10 ottobre 1973 - 6 dicembre 2001 ritirato)
- Rabban al-Qas † (6 dicembre 2001 - 24 dicembre 2021 dimesso)[8]
- Azad Sabri Shaba, dal 24 dicembre 2021

## Statistiche
L'eparchia nel 2022 contava 14.470 battezzati.
| anno                        | popolazione | popolazione | popolazione | presbiteri | presbiteri | presbiteri | presbiteri                | diaconi | religiosi | religiosi | parrocchie |
| anno                        | battezzati  | totale      | %           | numero     | secolari   | regolari   | battezzati per presbitero | diaconi | uomini    | donne     | parrocchie |
| --------------------------- | ----------- | ----------- | ----------- | ---------- | ---------- | ---------- | ------------------------- | ------- | --------- | --------- | ---------- |
| eparchia di Amadiya         |             |             |             |            |            |            |                           |         |           |           |            |
| 1896                        | 3.000       | ?           | ?           | 13         |            |            | 230                       |         |           |           | 14         |
| 1913                        | 4.970       | ?           | ?           | 19         |            |            | 355                       |         |           |           | 10         |
| 1959                        | 6.783       | 77.550      | 8,7         | 10         | 8          | 2          | 678                       |         |           | 16        | 12         |
| 1970                        | 8.580       | 79.000      | 10,9        | 8          | 8          |            | 1.072                     |         |           | 22        | 17         |
| 1980                        | 2.500       | ?           | ?           | 3          | 3          |            | 833                       |         |           | 16        | 7          |
| 1990                        | 1.500       | ?           | ?           | 3          | 3          |            | 500                       |         | 6         | 26        | 12         |
| 1998                        | 2.452       | ?           | ?           | 3          | 3          |            | 817                       |         |           | 4         | 2          |
| 2001                        | 2.452       | ?           | ?           | 3          | 3          |            | 817                       | 1       |           |           | 2          |
| 2002                        | 2.000       | ?           | ?           | 3          | 3          |            | 666                       |         |           |           | 10         |
| 2003                        | 2.000       | ?           | ?           | 3          | 3          |            | 666                       |         |           |           | 10         |
| 2004                        | 2.000       | ?           | ?           | 3          | 3          |            | 666                       |         |           |           | 10         |
| 2006                        | 4.000       | ?           | ?           | 3          | 3          |            | 1.333                     |         |           |           | 14         |
| 2009                        | 3.800       | ?           | ?           | 7          | 7          |            | 542                       |         |           |           | 14         |
| eparchia di Amadiya e Zākhō |             |             |             |            |            |            |                           |         |           |           |            |
| 2014                        | 18.800      | ?           | ?           | 14         | 14         |            | 1.343                     |         |           | 9         | 35         |
| 2015                        | 18.800      | ?           | ?           | 14         | 14         |            | 1.342                     | 4       |           | 9         | 35         |
| 2017                        | 14.100      | ?           | ?           | 14         | 14         |            | 1.007                     | 7       |           |           | 36         |
| 2018                        | 13.768      | ?           | ?           | 14         | 14         |            | 983                       | 7       |           |           | 36         |
| 2020                        | 14.100      | ?           | ?           | 14         | 14         |            | 1.007                     | 7       |           |           | 36         |
| 2021                        | 14.100      | ?           | ?           | 14         | 14         |            | 1.007                     | 7       |           |           | 36         |
| eparchia di Duhok           |             |             |             |            |            |            |                           |         |           |           |            |
| 2022                        | 14.470      | ?           | ?           | 5          | 5          |            | 2.894                     |         |           | 3         | 15         |